# Рамасвами Венкатараман
Шри Рамасвами Венкатараман (там. ராமசுவாமி வெங்கட்ராமன்; 4 декабря 1910 — 27 января 2009) — индийский государственный и политический деятель, 8-й президент страны.

## Начало карьеры
Родился в деревне Раджамадам в Тамилнаде. Получил экономическое образование в Мадрасском университете, специализировался на экономике. Позже получил юридическое образование в юридическом училище Мадраса.
Долгое время работал в Высшем суде Мадраса (с 1935 года), а с 1951 года — в Верховном суде. В ходе своей юридической практики сблизился с индийским освободительным движением, был активным участником ИНК, особенно его профсоюзного крыла. В 1942 году активно участвовал в Августовском движении, 2 года отсидел в тюрьме.
После Второй мировой войны был в числе юристов, уполномоченных руководством ИНК для защиты индийских националистов от обвинений в сотрудничестве с милитаристами Японии и защиты индийцев в Малайе и Сингапуре, обвиняемых в преступном сотрудничестве во время японской оккупации. В 1947—1950 гг. — секретарь Мадрасской провинциальной коллегии адвокатов.

## В политике
Он был членом Учредительного Собрания, которое разработало конституцию независимой Индии.
Был избран в самый первый, временный парламент страны, работавший в 1950—1952 гг., а также в первый полноправный парламент Индии (1952—1957 годы). Был секретарём фракции ИНК в 1953—1954 годах.
Будучи переизбран в 1957 году во второй созыв парламента, оставил депутатский корпус, посвятив себя деятельности в правительстве Тамилнада, где занимал различные посты в 1957 — 1967 годах (министр промышленности, министр труда, министр по делам сотрудничества, министр энергетики и транспорта, глава налоговой службы), был главой Законодательного совета штата.
В 1967 году перешёл на работу в федеральное правительство Индии, заняв место члена Плановой комиссии (в сфере промышленности, труда, энергетики, транспорта, связи, железных дорог) до 1971 года.
В 1977 году был вновь избран в парламент страны от ИНК, тогда являвшейся оппозиционной партией и возглавил парламентскую комиссию по публичной отчётности.
После возвращения ИНК к власти в 1980 году занял пост министра финансов в правительстве Индиры Ганди, а в 1982 — министра обороны. На этом посту инициировал форсированное развитие ракетной программы Индии (как в космическом, так и в оборонном аспекте).
Вице-президент Индии в 1984—1987 годах.
Президент Индии в 1987—1992 годах. В этот период работал с четырьмя премьер-министрами, назначив троих из них (В. П. Сингха, Ч. Ш. Сингха и П. В. Нарасимха Рао).
Умер на 99-м году жизни от полиорганной недостаточности и был кремирован недалеко от мемориала Махатмы Ганди.
Автор книг
- Роль планирования в промышленном развитии (1969).
- Роль отдельного депутата парламента (1986).
- Мои президентские годы – Р.Венкатараман (1995), ISBN 81-7223-202-0.
- Р. Венкатараман о современных вопросах (1996).
- Актуальность Ганди и другие эссе (1998).

## Международная деятельность
Активно проявил себя в дипломатии. Был делегатом на Генеральной Ассамблее Организации Объединённых Наций в 1953, 1955, 1956, 1958, 1959, 1960 и 1961 годах; главой индийской делегации на 42-й сессии Международной организации труда в Женеве (1958) и представлял Индию на 65-й Межпарламентской конференции в Вене (1978 год).
Был членом Административного трибунала ООН с 1955 по 1979 год и его президентом с 1968 по 1979 год.